# Карповские
Карповские — русский дворянский род.
Максим Карповский был во время междуцарствия послом от псковитян к гетману Ходкевичу. Род Карповских внесён в VI часть родословной книги Тверской губернии

## Описание герба
Герб представляет собой щит, разделённый на 4 части, из коих в 1-й, в красном поле изображён золотой крест; во 2-й и в 3-й, в серебряном поле поставлены на земле по 1-й крепости красного цвета о 3-х зубцах; в 4-й в зеленом поле золотая подкова, шипами вверх обращённая.
Щит увенчан дворянским шлемом с короной и тремя страусовыми перьями. Намёт на щите красный, подложен золотом. Герб рода Карповских внесён в Часть 5 Общего гербовника дворянских родов Всероссийской империи, стр. 102.